# Bersac-sur-Rivalier
 Bersac-sur-Rivalier  (en occitano Barçac) es una población y comuna francesa, en la región de Lemosín, departamento de Alto Vienne, en el distrito de Limoges y cantón de Laurière.

## Demografía
| 1040 | 955 | 774 | 731 | 586 | 631 | 619 |
| Para los censos de 1962 a 1999 la población legal corresponde a la población sin duplicidades (Fuente: INSEE [Consultar]) |     |     |     |     |     |     |